# Centro de Ensino Médio Escola Industrial de Taguatinga
O Centro de Ensino Médio Escola Industrial de Taguatinga (CEMEIT)  é uma instituição de ensino pública brasileira, com sede em Taguatinga, no Distrito Federal, considerada patrimônio material do Distrito Federal.

## Sobre
O Centro de Ensino Médio Escola Industrial de Taguatinga (CEMEIT) foi criado em 1959 para ser a primeira instituição de educação profissional do Distrito Federal. Em fevereiro de 1961, começou a funcionar como integrante da rede pública de ensino, até que no ano de 1976, tornou-se apto a ministrar aulas de ensino fundamental e de ensino médio. Entretanto, atualmente o CEMEIT apenas oferece as modalidades de ensino médio (diurno e vespertino) e Educação de Jovens e Adultos (EJA) (noturno), comportando aproximadamente 1 800 alunos.
Dentro deste Centro, existe a Biblioteca Pública Machado de Assis, o Teatro da Praça, a Academia Taguatinguense de Letras e a Biblioteca Braille Dorina Nowill.
O processo de tombamento do CEMEIT foi iniciado em 2006, tendo conseguido um tombamento provisório no ano seguinte. Porém, em junho de 2014, o então governador Agnelo Queiroz assinou um decreto para oficializar o tombamento da escola.